# Young Billy Young
Young Billy Young es una película de 1969 protagonizada por Robert Mitchum con Angie Dickinson, David Carradine, Jack Kelly y Paul Fix. La película fue escrita por Heck Allen y dirigida por Burt Kennedy.

## Elenco
- Robert Mitchum ... Diputado Ben Kane
- Angie Dickinson ...  Lily Beloit
- Robert Walker, Jr. ... Billy Young
- David Carradine	... Jesse Boone
- Jack Kelly ... John Behan
- John Anderson ...  Boone
- Paul Fix ... Charlie
- Willis Bouchey ... Doc Cushman
- Parley Baer ... Bell
- Robert Anderson ... Gambler
- Rodolfo Acosta ... Oficial mexicano
- Deana Martin	... Evie